# 安妮特·柯爾伯

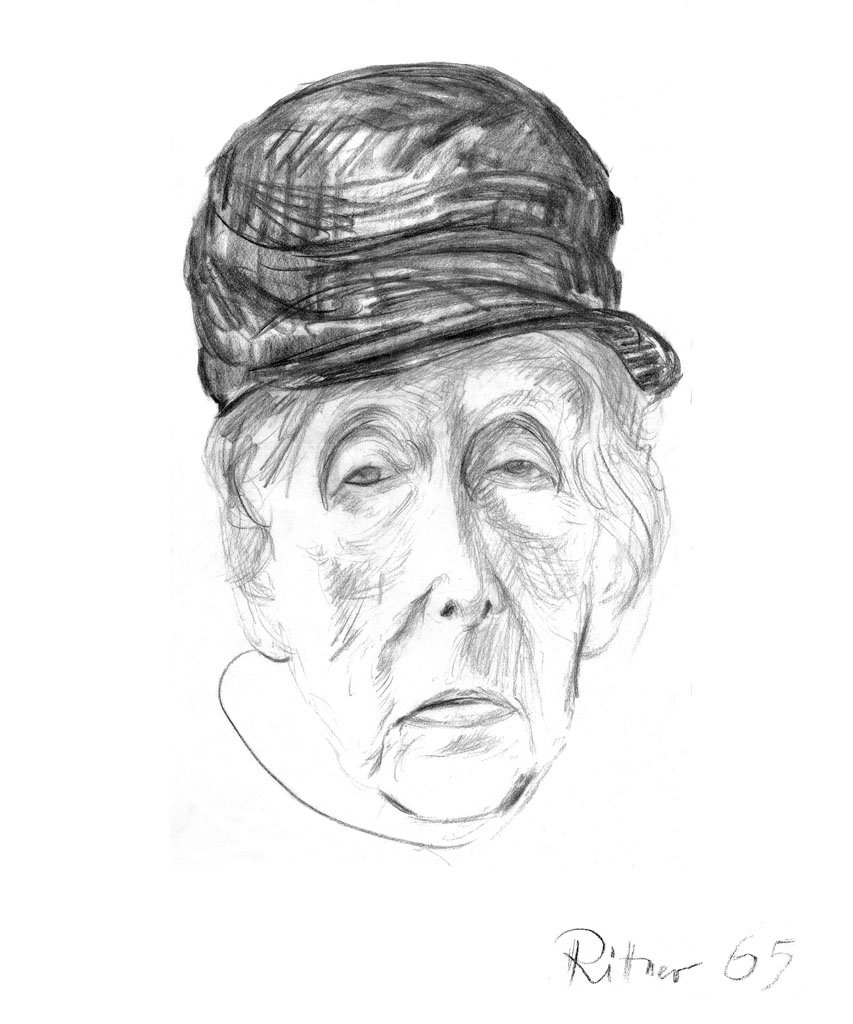
安妮特·柯爾伯

安妮特·柯尔伯（德語：Annette Kolb）（1870年2月3日—1967年12月3日）是德國作家與和平主義者 Anna Mathilde Kolb 的筆名。她在一次大戰期間積極投入和平主義運動，然而這也造成了她在政治上的壓力。她於1920年代離開德國，其著作皆被第三帝國所查禁。她寫作上層社會的小說，後期則針對音樂家寫作非小說。在1955年獲頒歌德獎。